# Seachd: The Inaccessible Pinnacle
Seachd: The Inaccessible Pinnacle (Seachd uttalas [ʃaxg̊] och betyder sju) är Skottlands första spelfilm inspelad helt på skotsk gaeliska och är baserad på en berättelse av Joanne Cockwell och Simon Miller, som även regisserade filmen. Seachd börjades spelas in i april 2006, på toppen av berget Sgurr Dearg (Den Röda Dolken) i den skotska bergskedjan Cuillin Mountains på Isle of Skye och blev färdig i augusti samma år. Huvudpersonerna spelas av pojken Padruig Moireasdan och den gaeliske poeten Aonghas Pàdraig Caimbeul / Angus Peter Campbell.
Filmen hade världspremiär i augusti 2007 på Edinburghs sextioförsta internationella Filmfestival och fick snabbt stor internationell uppmärksamhet då BAFTA, trots att filmen fått lysande kritik, vägrade att nominera filmen som Storbritanniens bidrag till Bästa Utländska Film vid Oscargalan. Filmen blev på så vis mycket kontroversiell och ledde bland annat till att producenten Christopher Young i protest lämnade BAFTA då Seachd inte blev nominerad.

## Handling
Själva handlingen i filmen som kretsar kring pojken Aonghas och hans döende morfar kan sägas vara baserat på det skotska ordspråket Làn fhìrinn na sgeòil [ɫ̪aːn iːɾʲɪɲ nə s̪g̊ʲɔːl] - "I Sagan Finns Sanningen". När Aonghas som vuxen besöker sin döende morfar kan han inte hålla tillbaka sina barndomsminnen och han kräver att få veta sanningen om sina föräldrars död, och exakt vad av morfaderns sagor som var sant och vad som enbart var fantasi. Med hjälp av en uppsjö gaelerska myter om bäckahästar, spanska sjörövare, häxor, och förgiftad kärlek förs Aonghas från sin barndom genom livet fram till berget "The Inaccessible Pinnacle" på Isle of Skye där Aonghas till slut får reda på sanningen - en sanning långt mer annorlunda än han kunnat föreställa sig.

## Skådespelare
- Aonghas Pàdraig Caimbeul som morfadern
- Pàdruig Moireasdan som unge Aonghas
- Colla Dòmhnallach som vuxne Aonghas
- Dolina MacLennan som mormodern
- Daibhidh Walker som Archie
- Winnie Brook Young som Màiri
- Crisdean Dòmhnallach som Donnchadh
- Annie NicLeòid som Akira Gunn
- Calum MacFhionghain som magikern
- Scott Handy som Patrick Loch
- Toby Robertson som Hertigen av Sutherland
- Màrtainn Mac an t-Saoir som Akira's father
- Iain Macrae som An Dòmhnallach
- Vidal Sancho som Spanjoren
- Isabel NicRath som Sìleas
- Meg Bateman som Sìleas mor
- Tearlach Quinnell som Each Uisge/ Bäckahästen
- Kathleen Macinnes som Catriona
- Eòghainn MacFhionghain som Calum
- Aonghas MacDhòmhnaill som Am Mac Bu Shine / Den Äldste Sonen
- Kathleen NicDhòmhnaill som Ailsa NicLeòid
- Iain “Seonachan” MacLeòid som Alec
- Aonghas Iain MacDhòmhnaill som Eòghainn
- Lachlan Graham som Neach-Leanmhainn / supporter
- Niall Caimbeul som Geàrrd / Vakt
- Coinneach MacEalair som Saighdear / soldat